# 교통 허브

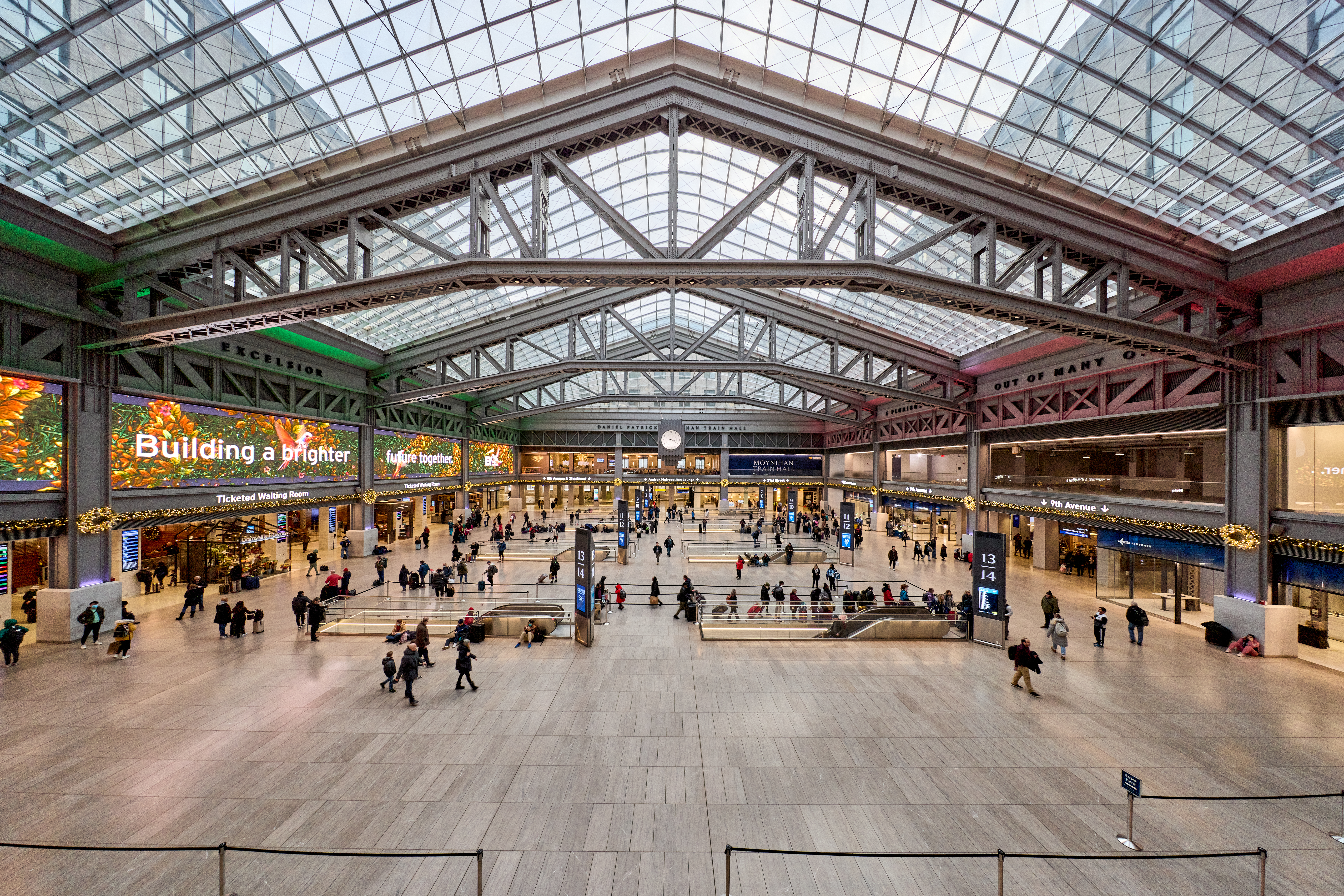
뉴욕 미드타운맨해튼에 위치한 펜실베이니아역은 서반구에서 가장 붐비는 교통의 중심지이다.

교통 허브(transport hub) 또는 운송 허브는 차량 간 및 운송 모드 간에 승객과 화물이 오가는 장소이다. 대중교통 허브에는 철도역, 고속 환승역, 버스 정류장, 노면전차 정거장, 공항 및 페리 슬립이 포함된다. 화물 허브에는 조차장, 공항, 항구, 트럭 터미널 또는 이들의 조합이 포함된다. 자동차를 이용한 개인 교통의 경우 주차장은 단일 허브 역할을 한다.

## 공항
공항에는 이중 허브 기능이 있다. 먼저 향후 운송을 위해 승객 교통을 한 장소로 집중시킨다. 따라서 공항을 도로, 버스 서비스, 철도 및 고속 교통 시스템을 포함한 주변 교통 인프라와 연결하는 것이 중요하다. 둘째, 일부 공항은 항공사의 모듈 내 허브 또는 항공사 허브 역할을 한다. 이는 제한된 수의 공항에서만 비행하는 네트워크 항공사 사이의 일반적인 전략이며 일반적으로 항공사가 직접 비행하지 않는 두 도시 사이를 이동하려는 경우 고객이 허브 중 하나에서 비행기를 바꾸도록 한다.
항공사는 다양한 방식으로 허브 앤 스포크(hub-and-spoke) 모델을 확장했다. 한 가지 방법은 지역별로 추가 허브를 만들고, 허브 간 주요 경로를 만드는 것이다. 이렇게 하면 서로 가까운 노드 사이를 장거리 이동해야 하는 필요성이 줄어든다. 또 다른 방법은 거점 도시를 이용해 허브를 완전히 우회하여 교통량이 많은 경로에 대해 지점 간 서비스를 구현하는 것이다.

## 같이 보기
- 중앙역
- 고속도로 분기점
- 레이오버
- 스포크 허브 분산 패러다임
- 트랜짓 몰